# Vulgichneumon suavis
Vulgichneumon suavis är en stekelart som först beskrevs av Johann Ludwig Christian Gravenhorst 1820.  Vulgichneumon suavis ingår i släktet Vulgichneumon och familjen brokparasitsteklar. Arten är reproducerande i Sverige. Inga underarter finns listade i Catalogue of Life.